# Sárga villámcsapás
A Sárga villámcsapás Teknős Péter magyar író történelmi és ifjúsági kalandregénye. A kötet 1982-ben jelent meg a Móra Ferenc Könyvkiadó Delfin könyvek sorozatában.

## Történet
John Smith, a korábbi tengerész Washingtonban kocsmatulajdonos. Barátja tanácsára és segítségével a Hawaii-szigetek Oahu szigetén található Pearl Harbor flottatámaszpont közelébe költözik. A Vén Tengeri Medve tulajdonosa lesz. Két gyermekével Mike-kal és Annával – hamarosan figyelmes lesz egy fura japán férfira, aki nap, mint nap a hadihajókat fürkészi a kikötőben. Hőseink magánnyomozásba kezdenek, s már-már leleplezik a japán kémet. Nem rajtuk múlik, hogy 1941. december 7-én Pearl Harbor ellen bekövetkező "Sárga villámcsapás" a japánok számára totális sikerrel jár. A regény további szálai a mindkét oldalon ténykedő kémek – első látásra unalmasnak tűnő, sziszifuszi – munkájába enged bepillantani: Berlintől Londonig, Washingtontól Tokióig a katonai felderítés és a kémek harcába tekinthetünk be. A világpolitika irányítói is feltűnnek a sokelemes sakktáblán: politikusok - Winston Churchill, Roosevelt elnök -  katonatisztek - Jamamoto tengernagy, Husband Kimmel tengernagy - és hétköznapi emberek sorsfordító tetteit követhetjük nyomon. Teknős Péter kitűnően megvilágítja, hogy mi minden lehet egy-egy esemény hátterében. Megtudjuk, hogy mi vezetett oda, hogy Japán háborút indítson az Amerikai Egyesült Államok ellen.

## Szereplők
- John Smith, a Vén Tengeri Medve tulajdonosa, Mike és Anna apja, Mary Walker férje
- Harry Brown, a titkosszolgálat tisztje
- Winston Churchill, angol miniszterelnök
- Franklin Delano Roosevelt az Amerikai Egyesült Államok elnöke
- Dramel tengernagy
- George Elliot közlegény, lokátorkezelő
- Fucsida Micuo kapitány
- Fucsikami Tadao, postás
- Genda Minoru kapitány
- Harry Hopkins, Roosevelt elnök bizalmasa
- Cordell Hull, az Egyesült Államok külügyminisztere
- Jamamoto tengernagy, a Pearl Harbort elleni támadás szellemi atyja
- Jesikava Takeo, japán kém
- Husband Edward Kimmel tengernagy, az USA csendes-óceáni flottájának főparancsnoka
- Kuszaka ellentengernagy, a Pearl Harbort támadó légiflotta főparancsnoka
- Layton, a csendes-óceáni amerikai flotta hírszerzésének főnöke
- Joseph Lockard közlegény, lokátorkezelő
- London őrnagy, a B-17-esek parancsnoka
- Jerry és Don Morton, Mike két barátja
- Nagumo Csúicsi ellentengernagy, a Pearl Harbor elleni támadás főparancsnoka
- Ono kapitány, felderítő
- Szakamaki, japán tengeralattjáró parancsnoka
- Szuzuki kapitány, hajópincér és hírszerző tiszt
- Tyler Kermit hadnagy
- Wood, berlini kereskedelmi tanácsos, felderítő

## Tartalom
- Az elszalasztott nagy pillanat
- A nagy elhatározás
- Jesikava Takeo elégedett
- Te, öregem! Nem lesz pokol ez a paradicsom?
- Wood mozijegyet kap
- Churchill nem érti
- A nagy találmány
- Jerry, te mindent tudsz?
- Kémek és ellenkémek
- Pillantás a sakktáblára
- Pearl Harborban nem történik semmi
- Mindenkinek megvan a maga baja
- A japán óra pontosan jár
- A profi kém zavarba jön
- Ki mit (nem) tud
- Minden mozgásban van
- Sárga villámcsapás
- Minden a feje tetején
- Gyászos főnyeremény
- A regény szereplői